# Faramans, Isère
Faramans là một xã thuộc tỉnh Isère, vùng Rhône-Alpes đông nam nước Pháp. Xã này nằm ở khu vực có độ cao từ 342-444 mét trên mực nước biển.
Người dân trong xã được gọi là Faramantois.